# 卡姆登區
卡姆登区（英語：London Borough of Camden，讀音：ⓘ /ˈlʌndən bʌɹə ɒv ˈkæmdən/）是英國英格蘭大倫敦內倫敦的自治市，人口227,500，面積21.8平方公里。該自治市設立於1963年。著名購物街牛津街位於這裡。

## 外部連結
- （英文） 卡姆登區政府網（页面存档备份，存于）
- （英文） Camden Market （页面存档备份，存于）

51°32′N 0°10′W / 51.533°N 0.167°W